# Белоокаймлённый групер
 Белоокаймлённый групер (лат. Epinephelus albomarginatus) — вид лучепёрых рыб из семейства каменных окуней (Serranidae) отряда окунеобразных.

## Описание
Тело несколько удлинённое, покрыто ктеноидной чешуёй. Высота тела меньше длины головы, укладывается 2,6—3,0 раза в стандартную длину тела. Длина крупной головы в 2,3—2,5 раза меньше стандартной длины тела. Предкрышка заострённая с 2—3 шипами в углу. Верхний край жаберной крышки прямой или выпуклый. Верхняя челюсть доходит до вертикали заднего края глаза. На нижней челюсти 2 латеральных ряда зубов. На верхней части жаберной дуги 8—10 жаберных тычинок, а на нижней части 14—16. Длинный спинной плавник с 11 жёсткими колючими лучами и 14 мягкими лучами; третий и четвёртый колючие лучи несколько длиннее остальных. Анальный плавник с 3 жёсткими и 8 мягкими лучами. Грудные плавники с 17—18 лучами, равны по длине или несколько длиннее брюшных плавников. Брюшные плавники не достигают анального отверствия. Хвостовой плавник усечённый, с закруглёнными краями у взрослых особей, у молоди задний край выпуклый. Боковая линия с 56—66 чешуйками.
Голова, тело, спинной и хвостовой плавники бледно-коричневые с многочисленными мелкими тёмно-коричневыми точками. Нижняя часть головы и тела без пятен. У молоди точки сливаются друг с другом, образуя двойное пятно. Вдоль верхнего края верхней челюсти проходит тёмно-коричневая полоска. Края мембран, соединяющих лучи спинного плавника, жёлтые или золотистые. Задние части мягких частей спинного и анального плавников тёмные с выраженной белой каймой по краям. Задний край хвостового плавника также с белой каймой. Грудные плавники желтоватые или красновато-оранжевые.
Максимальная длина тела 100 см, масса тела до 13 кг.

## Ареал
Распространены только у юго-восточного побережья Африки от Мозамбика (24° 50’ сев. ш.) до Ист-Лондона на юго-востоке ЮАР.

## Биология
Морская рыба, обитает на глубине от 10 до 100 м в коралловых и скалистых рифах. Питается преимущественно лангустами, крабами и осьминогами. В состав рациона входят также рыбы и кальмары.